# ビッグウィーク
ビッグウィーク（欧字名:Big Week、2007年3月20日 - ）は、日本の競走馬。
2010年の菊花賞（GI）優勝馬である。菊花賞史上最短となる初勝利から107日目での優勝。調教師の長浜博之、馬主の谷水信夫、雄三父子に中央競馬クラシック三冠競走全制覇の称号をもたらした。
また障害競走においても1勝を挙げ、クラシック優勝馬としてグレード制導入以後では初、1939年桜花賞優勝のソールレディ、1963年桜花賞優勝馬ミスマサコ、1965年菊花賞優勝のダイコーターに次ぐ45年ぶり史上4例目の障害競走勝ち馬となった。

## 経歴

### デビューまで

#### 背景
カントリー牧場は、北海道日高地方にある競走馬生産牧場である。1963年に実業家の谷水信夫が開いていた。谷水は、冠名「タニノ」を用いる馬主であり、オーナーブリーダーとなっていた。創業2年目の1965年には、生産し大久保常吉に売却されたマーチスが1968年の皐月賞を優勝している。牧場生産馬としてクラシック初優勝を挙げていた。そして直後の東京優駿（日本ダービー）では、同じく2年目生産、谷水が所有するタニノハローモアが優勝。谷水はダービーオーナー、ダービーブリーダーに輝いていた。マーチスとタニノハローモアは、共に菊花賞で二冠を目指したが、アサカオーに敗れて叶わなかった。
それから1970年には、タニノムーティエが活躍。皐月賞と東京優駿（日本ダービー）を連勝している。続いてクラシック三冠を目指して菊花賞に出走したが、11着に敗退。菊花賞戴冠は再び叶わなかった。開業してすぐにクラシックなど大タイトルを席巻した牧場だったが、この後は同じようには行かなかった。信夫の交通事故死により、急遽息子・谷水雄三が継承したが、変わらず低迷していた。

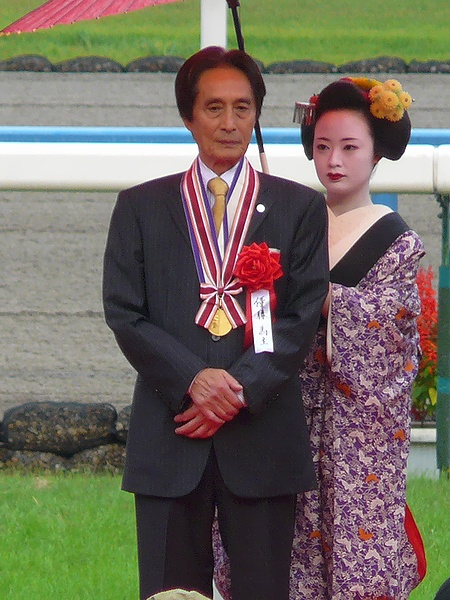
谷水雄三

しかし2002年、雄三が継承初期にアメリカで見出したタニノシーバードの孫、タニノギムレットが東京優駿を優勝する。牧場にとって28年ぶりのGI級競走優勝を果たしていた。タニノギムレットは、その年の夏に故障し、菊花賞が行われる3歳秋を前に競走馬を引退、種牡馬となっていた。
さらに2007年には、タニノギムレットの初年度産駒であるウオッカが、牝馬ながら東京優駿優勝。牧場は、宮内庁の下総御料牧場、財閥の小岩井農場、大量生産の社台ファームやノーザンファームに次いで史上5例目となる東京優駿4勝目を挙げていた。ウオッカはその後、牝馬三冠の三冠目である秋華賞を選択するなどしたが、しばらく勝てなかった。それでも2010年までに安田記念を連覇するなど、GI級競走7勝を挙げることとなる。

#### 誕生までの経緯
イシュクーダーは、アイルランド産2号族の牝馬である。競走馬としてイギリスで4戦0勝、同地で繁殖牝馬となった後、谷水信夫が購入し、カントリー牧場にもたらしていた。ヒュールーパスとの仔を腹に宿して輸入され、タニノヒュールパスが産まれる。やがてタニノヒュールパスは、牧場で繁殖牝馬となり、タニノブーケ（父:ノーザンディクテイター）を産む。タニノブーケは、1984年のデイリー杯3歳ステークス（GII）を優勝するなど3勝。繁殖牝馬としても、1992年新潟記念（GIII）を優勝したタニノボレロ（父:トレボロ）、1995年神戸新聞杯（GII）を優勝したタニノクリエイト（父:クリエイター）を産んでいた。タニノクリエイトは、前哨戦を勝利して臨んだ菊花賞だったが、マヤノトップガンには敵わなかった。
1998年生産のタニノジャドール（ビッグウィークの母、父:サンデーサイレンス）は、イシュクーダーの曾孫、タニノブーケの仔であり、タニノボレロとタニノクリエイトの妹である。中央競馬と笠松競馬、金沢競馬で36戦3勝の成績を残した後、牧場で繁殖牝馬となっていた。初年度は、タイキシャトルと交配し、初仔となる牝馬を儲ける。2年目は、サクラバクシンオーと交配するも不受胎に終わっていた。
そして3年目は、供用初年度のバゴが選ばれる。バゴは、フランス生産・調教された父ナシュワン、母父ヌレイエフの牡馬である。2004年凱旋門賞、パリ大賞、2005年ガネー賞を優勝し、引退後は日本に輸入され、種牡馬として供用されていた。初年度は、タニノジャドールを含めた102頭の牝馬を集めていた。

#### 幼駒時代

谷水雄三の勝負服

2007年3月20日、北海道新ひだか町のカントリー牧場にて、タニノジャドールの3番仔、バゴの初年度産駒である青鹿毛の牡馬（後のビッグウィーク）が誕生する。3番仔は、牧場の繁殖主任である田村直人によれば「おとなしく、群れの中では目立たない馬」だったという。自然の成り行きでオーナーブリーダーである谷水敏三の所有となった。谷水は冠名「タニノ」に「ギムレット」と加えて「タニノギムレット」としたように、冠名に「酒の名称」を組み合わせて、所有馬に与えていた。しかし既に酒名のストックが尽きており「シリーズはむちゃくちゃ」（谷水）となっていた。3番仔にはウオッカ同様に冠名を省略し、「重大な週」を意味する「ビッグウィーク」という名前が与えられる。

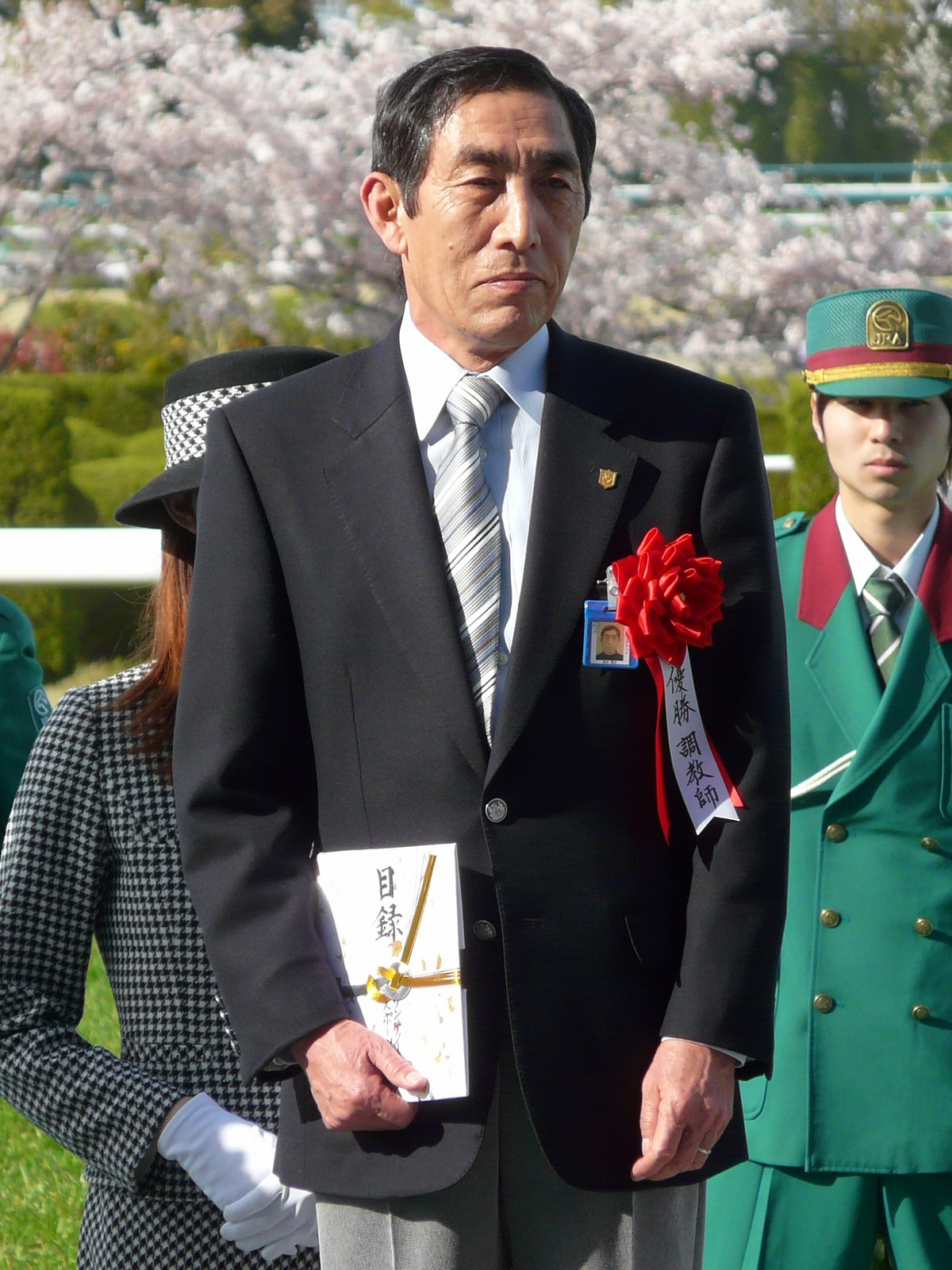
長浜博之

ビッグウィークは、栗東トレーニングセンター所属の長浜博之調教師に託された。長浜は、1988年に厩舎を開業し、1990年桜花賞をアグネスフローラで制し、GI初制覇を果たしていた。さらにそのアグネスフローラの仔であるアグネスフライトは2000年の東京優駿を、同じく仔のアグネスタキオンは2001年の皐月賞を優勝している。しかしクラシック三冠競走の最後の一つである菊花賞とは縁がなかった。アグネスタキオンは、皐月賞を最後に引退、アグネスフライトは、1番人気の支持を集めたが、エアシャカールに及ばず5着。その他、1994年のスターマンは、ナリタブライアンに及ばず5着。1995年のイブキタモンヤグラは、マヤノトップガンに及ばず4着。1996年のロングカイウンは、ダンスインザダークに及ばず5着。2005年のシックスセンスは2番人気に推されたが、ディープインパクトに及ばず4着だった。
デビュー直前には、武豊が調教に騎乗している。武は「この馬、ゆくゆくは走ってきますよ」と述べていたという。

### 競走馬時代

#### クラシックまでの道程
2009年9月27日、阪神競馬場でデビューし8着。その後は年末までに未勝利戦を2戦したがいずれも2着だった。年が明けて2010年、1月の3歳初戦も再び2着となった。相次ぐ敗戦は、長浜によれば「体は細い感じで、見た目も幼かった。それで走り方は頭が高い」ことによる取りこぼしだった。その後は、ソエが悪化したために無理をさせず、休養となる。3戦連続2着から5か月間戦線を離脱した。ソエが解消して、6月の復帰戦では再び2着だった。しかし7月10日の2戦目は、初騎乗の川田将雅に導かれてエクスペティションに2馬身差をつけて勝利、6戦かかって勝ち上がりを果たした。以後しばらく、川田が騎乗を続けた。
続いて夏の小倉競馬場へ遠征を行う。8月7日の都井岬特別（500万円以下）では、1番人気の支持で出走。ハナを奪って先導し、逃げ切った。後方に2馬身半差をつけて連勝、2勝目を挙げた。それから9月4日、玄海特別（1000万円以下）でも1番人気の支持で出走。2番手を追走し、最終コーナーで抜け出した。迫ってくるマイネルゴルト、トレイルブレイザーなどを振り切り優勝、後続に4分の3馬身差をつけて3連勝を果たした。
3連勝で1600万円以下、準オープンクラスまで到達。続いて1600万円以下のレースに参戦し、オープンクラスを狙うのがお約束だった。しかし長浜は、古馬の準オープンクラスと張り合ううえで、適した条件のレースがないと考えていた。そのため、消極的な理由で格上挑戦を行い、3歳限定のオープン競走を選択する。クラシック三冠競走の最終戦である菊花賞のトライアル競走である神戸新聞杯（GII）に臨む。
9月26日、神戸新聞杯（GII）に出走する。12頭立てのなか、5番人気だった。1番人気は、この年の東京優駿（日本ダービー）を優勝したエイシンフラッシュであり、2番人気は、前年の朝日杯フューチュリティステークスを優勝、東京優駿では2着のローズキングダムだった。ダービーワンツーが1.9倍、3.0倍に推されたのに対して、ビッグウィークは、12.7倍だった。
最内枠からスタートしハナを奪ったビッグウィークは、逃げに出る。ペースをスローに持ち込んで先導した。向こう正面にてネオヴァンドームや、サンディエゴシチーに先頭を奪われて、好位の3番手に落ち込んだが、直線で末脚を用いて巻き返し、1頭で抜け出した。しかし、外から並んで追い上げてきたエイシンフラッシュとローズキングダムの末脚にかわされる。2頭には張り合うことができず、3馬身後れを取った。それでも2頭以外にはかわされず、3着を確保。菊花賞の優先出走権獲得を果たす。もともと菊花賞の出走権利獲得を強く志向していなかったが、出走権利を得たため、菊花賞の出走が決定する。

#### 初勝利から107日目の菊花賞
2010年10月24日、菊花賞（GI）に出走する。この年のクラシックは、皐月賞をヴィクトワールピサ、東京優駿をエイシンフラッシュが制していた。ヴィクトワールピサは、フランスの凱旋門賞を目指して不在だったが、エイシンフラッシュは神戸新聞杯の僅差の2着を経て参戦する予定であり、菊花賞では特にローズキングダムの再戦が期待されていた。しかし直前に、エイシンフラッシュが筋肉痛をきたして回避となる。よってクラシック優勝馬を欠いた最終戦となっていた。

18頭が揃う中、1番人気となったのは、神戸新聞杯でエイシンフラッシュを下したGI優勝馬ローズキングダムであり、2.1倍の支持だった。以下、夏の北海道開催の長距離戦で連勝したトウカイメロディ、皐月賞2着のヒルノダムール、セントライト記念優勝のクォークスター、神戸新聞杯5着のレーヴドリアン、ラジオNIKKEI賞優勝のアロマカフェが続いていた。ビッグウィークは、これらに続く23.2倍の7番人気だった。騎乗する川田は、騎乗停止明けの週末だった。3週間前のスプリンターズステークスでダッシャーゴーゴーに騎乗した際、直線手前にてサンカルロの進路を塞ぐ斜行をしており、2位入線も4着降着。開催4日、すなわち2週間の騎乗停止処分を受けていた。
スタートから11番人気コスモラピュタが大逃げで引っ張り、ローズキングダムやトウカイメロディ、ヒルノダムールなど人気馬は中団を進むなか、ビッグウィークは好位の3番手を追走する。やがて大逃げ1頭とそれ以外の後方馬群一団という隊列が形成され、ビッグウィークは馬群の先頭、引っ張る立場となる。馬群の進行はスローペースだった。コスモラピュタが10馬身のリードを保つなか、第3コーナーの坂の上り下りに差し掛かり、ビッグウィークは下りからロングスパートを開始して、抜け出しと押し切りを図った。直線では、コスモラピュタに接近するとともに、後方外から追い上げるローズキングダムなどから逃走。半ばを過ぎた残り200メートル、コスモラピュタを捕らえ抜け出してからは独走となった。遅れて追い込むローズキングダム、ビートブラックを寄せ付けず、それらに1馬身4分の1差をつけて決勝線を通過する。

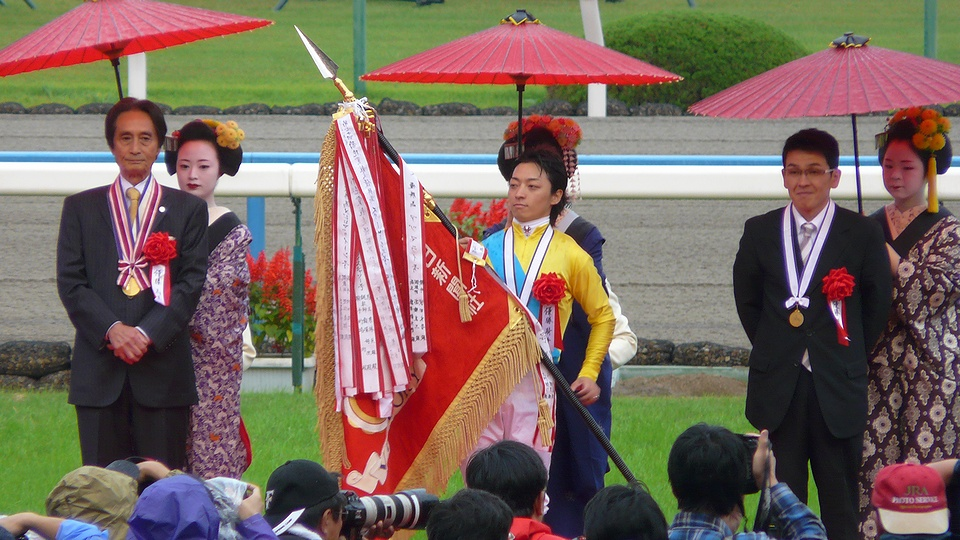
菊花賞の表彰式

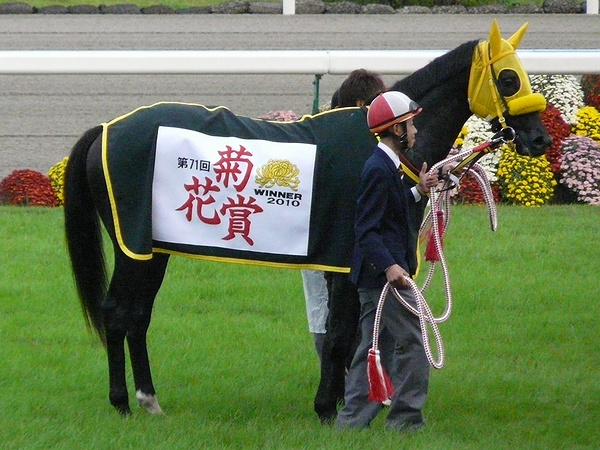
菊花賞優勝時

重賞並びにGI初勝利、クラシック戴冠を果たす。7月10日、二冠目の東京優駿から41日後に初勝利を挙げてから約3か月で出世し、107日目で菊花賞のタイトルに到達した。初勝利から106日での戴冠は菊花賞史上最短記録であり、1969年3月22日初勝利から11月16日に戴冠したアカネテンリュウ、2008年6月8日初勝利から10月26日に戴冠したオウケンブルースリなどの過去の上がり馬を上回った。また川田は、キャプテントゥーレを導いた2008年皐月賞以来のクラシック2勝目。さらに長浜は、アグネスフライト、アグネスタキオンの優勝を経て、史上11人目となるクラシック三冠競走全制覇。それから谷水父子とカントリー牧場も、マーチス、タニノハローモア、タニノムーティエの優勝を経て、クラシック三冠競走全制覇を成し遂げた。加えてバゴも、産駒のJRA-GI初勝利を果たした。

#### 菊花賞以後
菊花賞を勝利で飾った後は、深管骨瘤をきたして出走できず休養する。古馬となった4歳の春は天皇賞（春）を目指した。菊花賞と同じ京都の京都記念（GII）で始動し6着、続いて前哨戦の日経賞（GII）に臨んだが、大差での10着敗退だった。レース後に故障が判明、右第3中手骨罅裂骨折と発表され、目標だった天皇賞（春）を回避し長期休養に入った。
8月31日に帰厩し、10月の毎日王冠（GII）で復帰し敗退。その後も天皇賞（秋）（GI）、ステイヤーズステークス（GII）と進んだが、下位敗退を続けていた。5歳となった2012年は、格を落としてGIII、オープン競走に挑んだが、勝利から遠ざかった。年をまたいで6歳、2013年も、同じように3戦したが敵わなかった。
菊花賞から連敗が11に達した2013年6月、陣営はこれまでの平地競走から障害競走への転向を決意する。1989年阪神3歳ステークス優勝のコガネタイフウ、1999年秋華賞優勝のブゼンキャンドル、2003年NHKマイルカップ優勝のウインクリューガーに次いで史上4頭目となる平地JRA-GI競走優勝馬の障害転向だった。小坂忠士とコンビを結成し、6月27日には、障害試験を合格した。

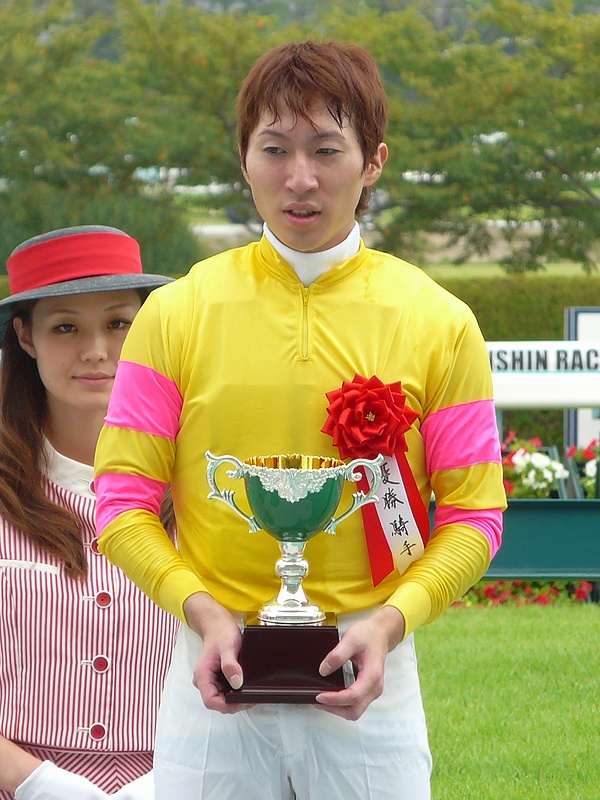
小坂忠士

7月13日、中京競馬場の未勝利戦（障害3000メートル）に1番人気で出走。危ない飛越もありながら2番手を追走。逃げ馬をかわして抜け出し、後続を突き放した。3馬身半差をつけて先頭で入線。約3年ぶりの勝利、障害初勝利を挙げた。JRA-GI優勝馬としては、先の3頭に続いて史上4頭目となる平地GI競走と障害競走の両方優勝を成し遂げた。また1939年桜花賞優勝のソールレディ、1965年菊花賞優勝のダイコーターを加えて史上6頭目の平地GI級競走と障害競走の両方優勝、45年ぶり史上3頭目となるクラシックと障害競走の両方優勝を成し遂げた。

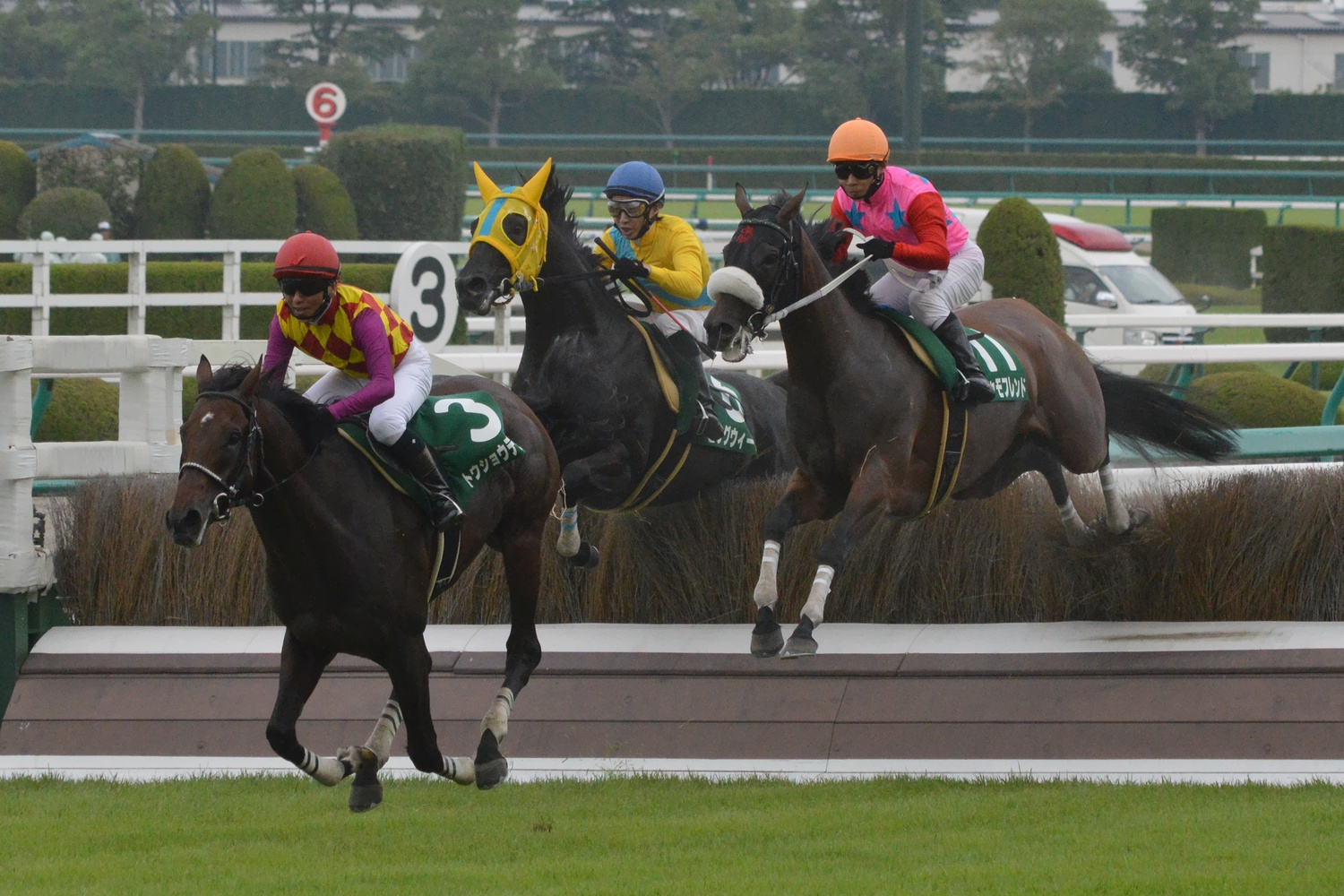
障害飛越するビッグウィーク（阪神ジャンプステークス（J-GIII）

その後は、オープン競走で2着、重賞出走などがあったが勝利を挙げることができなかった。7歳となった2014年の春に左前脚浅屈腱炎を発症、9カ月以上の休養が必要なことから陣営は引退を表明し、5月25日付で日本中央競馬会の競走馬登録を抹消された。

### 引退後
競走馬引退後は、京都競馬場近くの京都産業大学にて乗馬として繋養される。大学の馬術部に在籍し、「ジェミニ」という名が与えられた。ジェミニは、5月25日に入厩し、競馬用から馬術用へ転用する訓練を受け、2017年夏には馬術競技会デビューを果たした。馬術部員だけでなく、大学の体育実技に与して一般学生を、ホースセラピーに与して不登校生徒を相手にすることもあった。
京都産業大学を退いてからのジェミニ、もといビッグウィークは、2020年3月から鳥取県大山町の大山乗馬センターに移り、余生を過ごしている。2022年からは、島根県出雲市の出雲大社に奉納される出雲神楽を披露する、島根県雲南市の西日登神楽社中に鬣を提供している。西日登神楽社中が使用する神楽面の髭や、髪の毛として使用された。

## 競走成績
以下の内容は、netkeiba.com並びにJBISサーチの情報に基づく。
| 競走日     | 競馬場 | 競走名           | 格       | 距離 （馬場） | 頭 数 | 枠 番 | 馬 番 | オッズ （人気） | 着順 | タイム （上り3F/1F） | 着差  | 騎手       | 斤量 [kg] | 1着馬 （2着馬）        | 馬体重 [kg] |
| ---------- | ------ | ---------------- | -------- | ------------- | ----- | ----- | ----- | --------------- | ---- | -------------------- | ----- | ---------- | --------- | ---------------------- | ----------- |
| 2009.09.27 | 阪神   | 2歳新馬          |          | 芝1600m（良） | 15    | 5     | 9     | 015.3（06人）   | 08着 | R1:36.50（34.8）     | -0.7  | 武豊       | 54        | トーセンファントム     | 476         |
| 0000.11.15 | 京都   | 2歳未勝利        |          | 芝1600m（稍） | 14    | 2     | 2     | 035.1（08人）   | 02着 | R1:36.40（35.6）     | -0.1  | 藤岡佑介   | 55        | ストレンジラブ         | 468         |
| 0000.12.12 | 阪神   | 2歳未勝利        |          | 芝1600m（稍） | 18    | 7     | 15    | 007.4（04人）   | 02着 | R1:35.20（35.7）     | -0.2  | 藤岡佑介   | 55        | カネトシディオス       | 468         |
| 2010.01.11 | 京都   | 3歳未勝利        |          | 芝1600m（良） | 16    | 1     | 2     | 002.3（01人）   | 02着 | R1:34.80（35.5）     | -0.2  | 武豊       | 56        | タバルナ               | 466         |
| 0000.06.13 | 京都   | 3歳未勝利        |          | 芝1800m（良） | 18    | 7     | 15    | 007.7（05人）   | 02着 | R1:47.40（35.6）     | -0.1  | 池添謙一   | 56        | ヤマニンガーゴイル     | 456         |
| 0000.07.10 | 阪神   | 3歳未勝利        |          | 芝1800m（良） | 18    | 4     | 8     | 002.5（01人）   | 01着 | R1:46.80（35.0）     | -0.3  | 川田将雅   | 56        | （エクスペディション） | 446         |
| 0000.08.07 | 小倉   | 都井岬特別       | 500万下  | 芝1800m（良） | 14    | 1     | 1     | 002.5（01人）   | 01着 | R1:47.60（35.0）     | -0.4  | 川田将雅   | 54        | （エメラルドミスト）   | 444         |
| 0000.09.04 | 小倉   | 玄海特別         | 1000万下 | 芝2000m（良） | 9     | 8     | 9     | 002.1（01人）   | 01着 | R1:58.30（35.2）     | -0.1  | 川田将雅   | 54        | （マイネルゴルト）     | 446         |
| 0000.09.26 | 阪神   | 神戸新聞杯       | GII      | 芝2400m（良） | 12    | 1     | 1     | 012.7（05人）   | 03着 | R2:26.40（34.1）     | -0.5  | 川田将雅   | 56        | ローズキングダム       | 444         |
| 0000.10.24 | 京都   | 菊花賞           | GI       | 芝3000m（良） | 18    | 3     | 6     | 023.2（07人）   | 01着 | R3:06.10（34.4）     | -0.2  | 川田将雅   | 57        | （ローズキングダム）   | 450         |
| 2011.02.13 | 京都   | 京都記念         | GII      | 芝2200m（良） | 12    | 3     | 3     | 012.6（06人）   | 06着 | R2:15.00（35.6）     | -1.1  | 川田将雅   | 58        | トゥザグローリー       | 468         |
| 0000.04.02 | 阪神   | 日経賞           | GII      | 芝2400m（良） | 10    | 4     | 4     | 015.3（04人）   | 10着 | R2:30.00（38.8）     | -4.6  | 四位洋文   | 59        | トゥザグローリー       | 460         |
| 0000.10.09 | 東京   | 毎日王冠         | GII      | 芝1800m（良） | 11    | 8     | 11    | 043.7（11人）   | 11着 | R1:47.50（34.3）     | -0.8  | 川田将雅   | 59        | ダークシャドウ         | 450         |
| 0000.10.30 | 東京   | 天皇賞（秋）     | GI       | 芝2000m（良） | 18    | 3     | 6     | 131.5（14人）   | 17着 | R1:59.80（38.9）     | -3.7  | 川田将雅   | 58        | トーセンジョーダン     | 456         |
| 0000.12.03 | 中山   | ステイヤーズS    | GII      | 芝3600m（不） | 16    | 4     | 8     | 010.5（05人）   | 16着 | R4:08.40（53.4）     | -17.6 | C.ルメール | 58        | マイネルキッツ         | 466         |
| 2012.01.05 | 京都   | 京都金杯         | GIII     | 芝1600m（良） | 16    | 6     | 12    | 062.7（13人）   | 14着 | R1:34.40（35.8）     | -1.5  | 福永祐一   | 58        | マイネルラクリマ       | 476         |
| 0000.02.04 | 小倉   | 小倉大賞典       | GIII     | 芝1800m（良） | 16    | 3     | 5     | 025.8（07人）   | 12着 | R1:46.90（35.7）     | -0.6  | 中舘英二   | 57.5      | エーシンジーライン     | 476         |
| 0000.06.24 | 福島   | 福島テレビOP     | OP       | 芝1800m（良） | 11    | 3     | 3     | 008.4（06人）   | 07着 | R1:49.20（36.0）     | -0.8  | 田中勝春   | 57        | ミキノバンジョー       | 458         |
| 2013.04.07 | 阪神   | 大阪-ハンブルクC | OP       | 芝2400m（良） | 13    | 7     | 11    | 062.2（10人）   | 12着 | R2:30.60（37.8）     | -2.0  | 四位洋文   | 57        | レッドデイヴィス       | 468         |
| 0000.05.11 | 京都   | 都大路S          | OP       | 芝1800m（重） | 18    | 7     | 15    | 121.9（14人）   | 14着 | R1:49.70（37.5）     | -2.2  | 幸英明     | 57        | リルダヴァル           | 462         |
| 0000.06.01 | 阪神   | 鳴尾記念         | GIII     | 芝2000m（良） | 16    | 1     | 2     | 142.2（15人）   | 13着 | R2:00.20（35.7）     | -1.8  | 秋山真一郎 | 57        | トウケイヘイロー       | 460         |
| 0000.07.13 | 中京   | 障害未勝利       |          | 障3000m（稍） | 10    | 6     | 6     | 003.0（01人）   | 01着 | R3:21.80（13.5）     | -0.6  | 小坂忠士   | 60        | （ファイヤー）         | 464         |
| 0000.08.11 | 小倉   | 障害3歳上OP      | OP       | 障2900m（良） | 8     | 5     | 5     | 002.9（02人）   | 02着 | R3:09.90（13.1）     | -0.3  | 小坂忠士   | 60        | エーシンイグアス       | 458         |
| 0000.09.14 | 阪神   | 阪神ジャンプS    | J-GIII   | 障3140m（良） | 14    | 4     | 6     | 009.1（04人）   | 09着 | R3:30.80（13.4）     | -6.0  | 小坂忠士   | 60        | オースミムーン         | 460         |
| 0000.10.06 | 京都   | 障害3歳上OP      | OP       | 障3170m（良） | 14    | 7     | 12    | 002.4（01人）   | 05着 | R3:32.10（13.4）     | -0.9  | 小坂忠士   | 60        | オンワードデューク     | 466         |
| 2014.05.17 | 新潟   | 障害4歳上OP      | OP       | 障2890m（良） | 14    | 5     | 7     | 010.4（06人）   | 11着 | R3:09.90（13.2）     | -2.7  | 小坂忠士   | 60        | エイブルブラッド       | 458         |

## 血統表
| ビッグウィークの血統          | ビッグウィークの血統                                 | ビッグウィークの血統        | （血統表の出典）            | （血統表の出典） |
| 父系                          | ブラッシンググルーム系                               | ブラッシンググルーム系      | ブラッシンググルーム系      | [ § 2 ]          |
| 父 *バゴ Bago 2001 黒鹿毛     | 父の父Nashwan 1986                                   | Blushing Groom              | Red God                     | Red God          |
| 父 *バゴ Bago 2001 黒鹿毛     | 父の父Nashwan 1986                                   | Blushing Groom              | Runaway Bride               |                  |
| 父 *バゴ Bago 2001 黒鹿毛     | 父の父Nashwan 1986                                   | Height of Fashion           | Bustino                     | Bustino          |
| 父 *バゴ Bago 2001 黒鹿毛     | 父の父Nashwan 1986                                   | Height of Fashion           | Highclere                   |                  |
| 父 *バゴ Bago 2001 黒鹿毛     | 父の母Moonlight's Box 1996 鹿毛                      | Nureyev                     | Northern Dancer             | Northern Dancer  |
| 父 *バゴ Bago 2001 黒鹿毛     | 父の母Moonlight's Box 1996 鹿毛                      | Nureyev                     | Special                     |                  |
| 父 *バゴ Bago 2001 黒鹿毛     | 父の母Moonlight's Box 1996 鹿毛                      | Coup de Genie               | Mr. Prospector              | Mr. Prospector   |
| 父 *バゴ Bago 2001 黒鹿毛     | 父の母Moonlight's Box 1996 鹿毛                      | Coup de Genie               | Coup de Folie               |                  |
| 母 タニノジャドール 1998 鹿毛 | 母の父*サンデーサイレンス Sunday Silence 1986 青鹿毛 | Halo                        | Hail to Reason              | Hail to Reason   |
| 母 タニノジャドール 1998 鹿毛 | 母の父*サンデーサイレンス Sunday Silence 1986 青鹿毛 | Halo                        | Cosmah                      |                  |
| 母 タニノジャドール 1998 鹿毛 | 母の父*サンデーサイレンス Sunday Silence 1986 青鹿毛 | Wishing Well                | Understanding               | Understanding    |
| 母 タニノジャドール 1998 鹿毛 | 母の父*サンデーサイレンス Sunday Silence 1986 青鹿毛 | Wishing Well                | Mountain Flower             |                  |
| 母 タニノジャドール 1998 鹿毛 | 母の母タニノブーケ 1982 栗毛                         | *ノーザンディクテイター     | Northern Dancer             | Northern Dancer  |
| 母 タニノジャドール 1998 鹿毛 | 母の母タニノブーケ 1982 栗毛                         | *ノーザンディクテイター     | Dictates                    |                  |
| 母 タニノジャドール 1998 鹿毛 | 母の母タニノブーケ 1982 栗毛                         | タニノヒユールパス          | Hugh Lupus                  | Hugh Lupus       |
| 母 タニノジャドール 1998 鹿毛 | 母の母タニノブーケ 1982 栗毛                         | タニノヒユールパス          | *イシユクーダー             |                  |
| 母系(F-No.)                   | (FN:2-u)                                             | (FN:2-u)                    | (FN:2-u)                    | [ § 3 ]          |
| 5代内の近親交配               | Halo3×5、Northern Dancer4×4                          | Halo3×5、Northern Dancer4×4 | Halo3×5、Northern Dancer4×4 | [ § 4 ]          |
| 出典                          | 1. 2. 3. 4.                                          | 1. 2. 3. 4.                 | 1. 2. 3. 4.                 | 1. 2. 3. 4.      |